# Eois borratoides
Eois borratoides là một loài bướm đêm trong họ Geometridae.